# Feldberg (község)
Feldberg település Németországban, azon belül Baden-Württembergben. Lakosainak száma 1932 fő (2023. december 31.).

## A település részei
- Altglashütten
- Neuglashütten
- Falkau

- Altglashütten
  - Altglashütten
  - Neuglashütten
  - Drehkopf
  - Auf der Plätze
  - Mühlematte
  - Winterbergäcker.
- Falkau
  - Hinterfalkau
  - Mittelfalkau
  - Vorderfalkau
  - Seewald.
- Feldberg
  - Behabühl
  - Hinterbärental
  - Kunzenmoos
  - Oberbärental
  - Stefansbühl
  - Unteres és mittleres Bärental
  - Vorderbärental
  - Zastler Hütte
  - Raimartihof
  - Baldenweger Buck
  - Beim Zeiger
  - Caritas-Haus

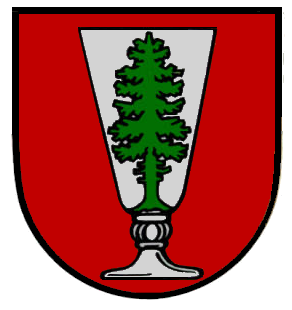
Altglashütten
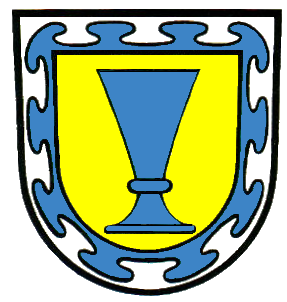
Neuglashütten
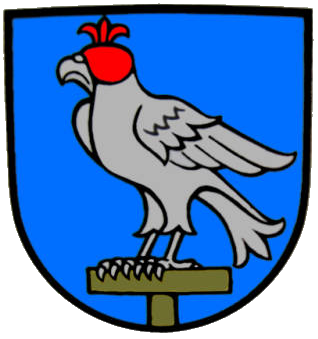
Falkau

  - Dienstgehöft der Straßenbauverwaltung
  - Feldbergerhof
  - Feldberggipfel
  - Menzenschwander Hütte
  - Grafenmatt
  - Hebelhof
  - Herzogenhorn
  - St. Wilhelmer Hütte
  - Todtnauer Hütte[2]

## Népesség
A település népessége az elmúlt években az alábbi módon változott:
| Lakosok száma | 1806 | 1977 | 1897 | 1877 | 1921 | 1932 |
|               | 1975 | 2017 | 2019 | 2021 | 2022 | 2023 |